# Julia Büsselberg
Julia Büsselberg es una deportista alemana que compite en vela en la clase Europe. Ganó una medalla de plata en el Campeonato Mundial de Europe de 2022.

## Palmarés internacional
| Campeonato Mundial | Campeonato Mundial   | Campeonato Mundial | Campeonato Mundial |
| Año                | Lugar                | Medalla            | Clase              |
| ------------------ | -------------------- | ------------------ | ------------------ |
| 2022               | Douarnenez (Francia) | Medalla de plata   | Europe             |